# 松井信薫
松井 信薫（まつい のぶしげ、? - 享禄元年（1528年）2月）は戦国時代の武将。通称は左衛門尉・兵庫亮・山城守など。松井貞宗の子で、遠江松井氏の嫡流を継ぐ。今川氏の譜代の家臣。遠州二俣城主。
駿河・遠江守護職かつ戦国大名の今川氏に属し、永正11年（1514年）に松井氏として初めて遠州二俣城主となる。享禄元年（1528年）2月3日（旧暦）、病没。嫡子に宗親があったが、弟の松井宗信が信薫死後にその家督を継ぐ。存命中に曹洞宗天竜院を創建したが、死後は同寺に埋葬された（同寺は2003年3月に焼失）。法名、天竜院殿心応正前大居士。　

## 信薫に関する異説
- 永正11年（1514年）、松井氏として初めて二俣城主に着任したのは松井義行（山城守）とする説[2]。信薫は弟・宗信と年齢差（宗信は永正12年生まれと推定される）がかなりある。
- 二俣城築城の時期について。永正年間（1504年-1514年）松井信薫の築城とする説[3]。
- 松井信薫の死没年に関して。享禄元年（1528年）曹洞宗天龍院の創建の翌年である享禄2年（1529年）とする説。